# Glacier (Washington)
Glacier ist ein Census-designated place im Whatcom County im US-Bundesstaat Washington. Die Bevölkerung betrug zum Census 2010 211 Personen. Auf Basis des Pro-Kopf-Einkommens rangiert Glacier auf dem letzten (522.) Platz aller im Bundesstaat Washington gerankten Gebiete. Glacier hofft, dies durch die Eröffnung der Glacier Chamber of Commerce zu ändern.
Glacier ist die dem Mount Baker, dem nördlichsten der Vulkane des Kaskadengebirges, nächstgelegene Gemeinde; zum Gipfel des Mt. Baker sind es etwa zehn Meilen (16 km) Luftlinie, zur Mt. Baker Ski Area etwa zwanzig Meilen (32 km) Fahrt. Weniger als eine Meile (1,6 km) östlich befindet sich das Glacier Public Service Center, das von Personal sowohl des United States Forest Service als auch des National Park Service betrieben wird.

## Geschichte
Glacier wurde 1909 gegründet und benannt durch Jennie Vaughn.
Ursprünglich ein Goldgräber- und Holzfällerort, war der kommerzielle Einfluss wahrscheinlich der Grund sowohl für das Anwachsen der Einwohnerzahl als auch das Interesse der Bellingham Bay and British Columbia Railroad. Das Gebiet wurde nach dem Bau des Mount Baker Highway 1923 in öffentliches Eigentum überführt.

## Geographie
Nach dem United States Census Bureau hat Glacier eine Fläche von 7,8 Quadratkilometern; Wasserflächen sind nicht vorhanden.

## Demographie
Nach dem Census von 2000 gab es 90 Einzelpersonen, 47 Haushalte und 21 Familien in Glacier. Die Bevölkerungsdichte betrug 11,5 Personen pro Quadratkilometer. Es gab 228 Wohneinheiten mit einer durchschnittlichen Dichte von 29,2 pro Quadratkilometer. Die Einwohner waren zu 98,89 % Weiße und gehörten zu 1,11 % zwei oder mehr „Rassen“ an. Der Anteil der Hispanics oder Latinos „jeglicher Rasse“ betrug 1,11 %.
Von den 47 Haushalten beherbergten 17 % Kinder unter 18 Jahren, 38,3 % wurden von zusammen lebenden Ehegatten, 4,3 % von alleinstehenden Müttern und 55,3 % von Nicht-Familien geführt. 46,8 % aller Haushalte wurden von Singles gebildet, 10,6 % durch alleinstehende über 65-Jährige. Die durchschnittliche Haushaltsgröße betrug 1,91 Personen, die durchschnittliche Familiengröße 2,76 Personen.
In Glacier war die Altersverteilung wie folgt: 18,9 % unter 18-Jährige, 3,3 % im Alter von 18 bis 24 Jahren, 32,2 % von 25 bis 44 Jahren, 31,1 % von 45 bis 65 Jahren und 14,4 % von über 65 Jahren. Der Median des Alters betrug 43 Jahre. Auf 100 Frauen kamen 109,3 Männer, bei den über 18-Jährigen 102,8 Männer.
Alle Angaben zum mittleren Einkommen beziehen sich auf den Median. Das mittlere Haushaltseinkommen betrug in Glacier 10.875 US$, bei Familien waren es 7.212 US$. Männer hatten ein mittleres Einkommen von 10.000 US$ gegenüber 0 US$ bei Frauen. Das Pro-Kopf-Einkommen betrug 6.089 US$. 56,5 % der Familien und 34,2 % der Gesamtbevölkerung lebten unterhalb der Armutsgrenze, was keinen unter 18 und auch keinen über 64 Jahre betraf.